# Blanche A. Wilson House
Das Blanche A. Wilson House, auch als Centennial House bekannt, ist ein historisches Wohngebäude in der Stadt Aurora (Colorado).
Es wurde 1890 nach Plänen des Immobilientycoons Donald Fletcher, dem Gründer der Stadt Aurora, im Queen Anne Style errichtet. Heute dient es als Museum.
Es wurde am 7. November 1996 in das National Register of Historic Places eingetragen.